# Amália Sterbinszky
Amália Sterbinszky, född 29 september 1950 i Hajdúszoboszló i Hajdú-Bihar, död 3 april 2025 i Köpenhamn, Danmark, var en ungersk handbollsspelare (vänsternia/mittnia). Hon spelade 239 landskamper för Ungerns landslag från 1970 till 1984, men en annan källa anger 250 landskamper. År 2000 blev hon utsedd till 1900-talets bästa kvinnliga handbollsspelare i Ungern. År 2019 namngavs en idrottshall i Budapest till hennes ära: Sterbinszky Amália Kézilabdacsarnok.

## Karriär
Sterbinszky spelade för Debreceni Dózsa 1964. När hon ville flytta till den ungerska klubben Ferencváros i Budapest 1968 och hon inte hade fått något tillstånd från sin klubb pausade hon under ett år. Från 1969 spelade Sterbinszky för Ferencváros, med vilken klubb hon vann det ungerska mästerskapet 1971 och den ungerska cupen 1970 och 1972. Även Ferencváros nekade henne att flytta  till ligarivalerna Vasas SC i Budapest 1972 pausade hon igen i ett år innan hon slutligen anslöt till Vasas.
I Vasas SC var Sterbinszky en av de bästa spelarna under klubbens mest framgångsrika period, med vilken hon vann ungerska ligan 1973, 1974, 1975, 1976, 1977, 1978, 1979, 1980, 1981 och 1982, och ungerska cupen 1974, 1976, 1978, 1979, 1980, 1981 och 1982 och EHF Champions League 1982.
Sterbinszky vann skytteligan i Ungern under 5 säsonger: 1973 med 83 mål, 1974 med 104 mål, 1976 med 96 mål, 1977 142 mål och 1979 med 117 mål. Från 1982 spelade Sterbinszky för den danska klubben Helsingør IF, med vilken hon vann det danska mästerskapet två gånger. Efter det avslutade hon sin karriär. Senare tränade hon det danska juniorlandslaget.

## Landslagskarriär
Sterbinszky var en viktig spelare för Ungerns damlandslag i handboll. Hon var bland annat med och vann OS-brons 1976 i Montréal, silvermedaljen vid Världsmästerskapet i handboll för damer 1982 och innan dess bronsmedaljer vid VM 1971, 1975 och 1978. Hon slutade fyra med Ungern vid OS 1980. Efter VM 1982 återvände hon till landslaget 1985 för sin avskedsmatch och spelade sin 240:e landskamp för Ungern.

## Meriter i klubblag
- Nemzeti Bajnokság (Ungerska ligan)
  - 11 : 1971, 1973, 1974, 1975, 1976, 1977, 1978, 1979, 1980, 1981, 1982
- 'Magyar Kupa (Ungerska cupen)
  - 9 : 1970, 1972, 1974, 1976, 1978, 1979, 1980, 1981, 1982
- Damehåndboldligaen (danska ligan):
  - 2 : 1983, 1984
- Europacupen (nuvarande Champions League):
  - : 1982
  - : 1971, 1978, 1979

## Individuella utmärkelser
- Årets handbollsspelare i Ungern: 1974, 1976, 1977
- Ungerns bästa handbollsspelare under 1900-talet